# Sveite
La sveite (simbolo IMA: Sv) è un raro minerale appartenente alla famiglia dei "nitrati e carbonati" con composizione chimica KAl7(NO3)4(OH)16Cl2 • 8(H2O).

## Etimologia e storia
Il nome deriva dall'acronimo della Sociedad Venezolana de Espeleogia i cui membri hanno raccolto il minerale.

## Classificazione
Nella classica nona edizione della sistematica dei minerali di Strunz, aggiornata dall'Associazione Mineralogica Internazionale (IMA) fino al 2009, la sveite è elencata nella classe "5. Carbonati (nitrati)" e da lì nella sottoclasse "5.N Nitrati"; questa è ulteriormente suddivisa in base all'eventuale presenza di acqua e/o gruppi ossidrili, in modo da trovare la sveite nella sezione "5.ND Con OH (ecc.) e H2O" dove il minerale è l'unico membro del sistema nº 5.ND.20.
Tale classificazione rimane invariata anche nell'edizione successiva, proseguita dal database "mindat.org" e chiamata Classificazione Strunz-mindat.
Nella Sistematica dei lapis (Lapis-Systematik) di Stefan Weiß la sveite si trova nella classe dei "nitrati, carbonati e borati" e nella sottoclasse dei "nitrati [con struttura] [NO3]-"; qui è l'unico membro del sistema nº V/A.04.
Anche nella classificazione dei minerali secondo Dana, usata principalmente nel mondo anglosassone, la sveite è elencata nella classe dei "nitrati" e nella sottoclasse dei "nitrati contenenti idrossile o alogeno"; questa viene ulteriormente suddivisa e la sveite si trova nella sezione dei "nitrati anidri contenenti idrossile o alogeno" dove forma il sistema nº 19.1.3 come unico membro.

## Abito cristallino
La sveite cristallizza nel sistema monoclino con gruppo spaziale sconosciuto; i suoi parametri di reticolo sono a = 10,89 Å, b = 13,04 Å, c = 30,71 Å e β = 92,10°, oltre ad avere 6 unità di formula per cella unitaria.

## Origine e giacitura
La sveite si è formata durante la precipitazione di croste ed efflorescenze da soluzioni che gocciolavano dalle volte e dalle pareti delle caverne; la paragenesi è con il quarzo.
La sveite è un minerale estremamente raro ed è stata trovata solo in pochi luoghi: oltre alla sua località tipo, la cava "Cerro Autana" (4.85778°N 67.44889°W) nello Stato di Amazonas (Venezuela),, il minerale è stato rinvenuto anche a Ponta Grossa (nel Paraná, Brasile); nella contea di San Joaquin (California, Stati Uniti); nel "Diepkloof Rock Shelter" (municipalità locale di Cederberg, Sudafrica); nel parco nazionale Kakadu (nel territorio del Nord, Australia).

## Forma in cui si presenta in natura
La sveite si presenta in aggregati grumosi di fiocchi submicroscopici contorti.
Il suo colore del minerale è bianco, così come è bianco il suo striscio.